# Thomas van Egmond van de Nijenburg
Thomas van Egmond van de Nijenburg (* 7. März 1599 in Alkmaar; † 24. September 1675 ebenda) war Patrizier der Stadt Alkmaar und ein holländischer Politiker.

## Biografie

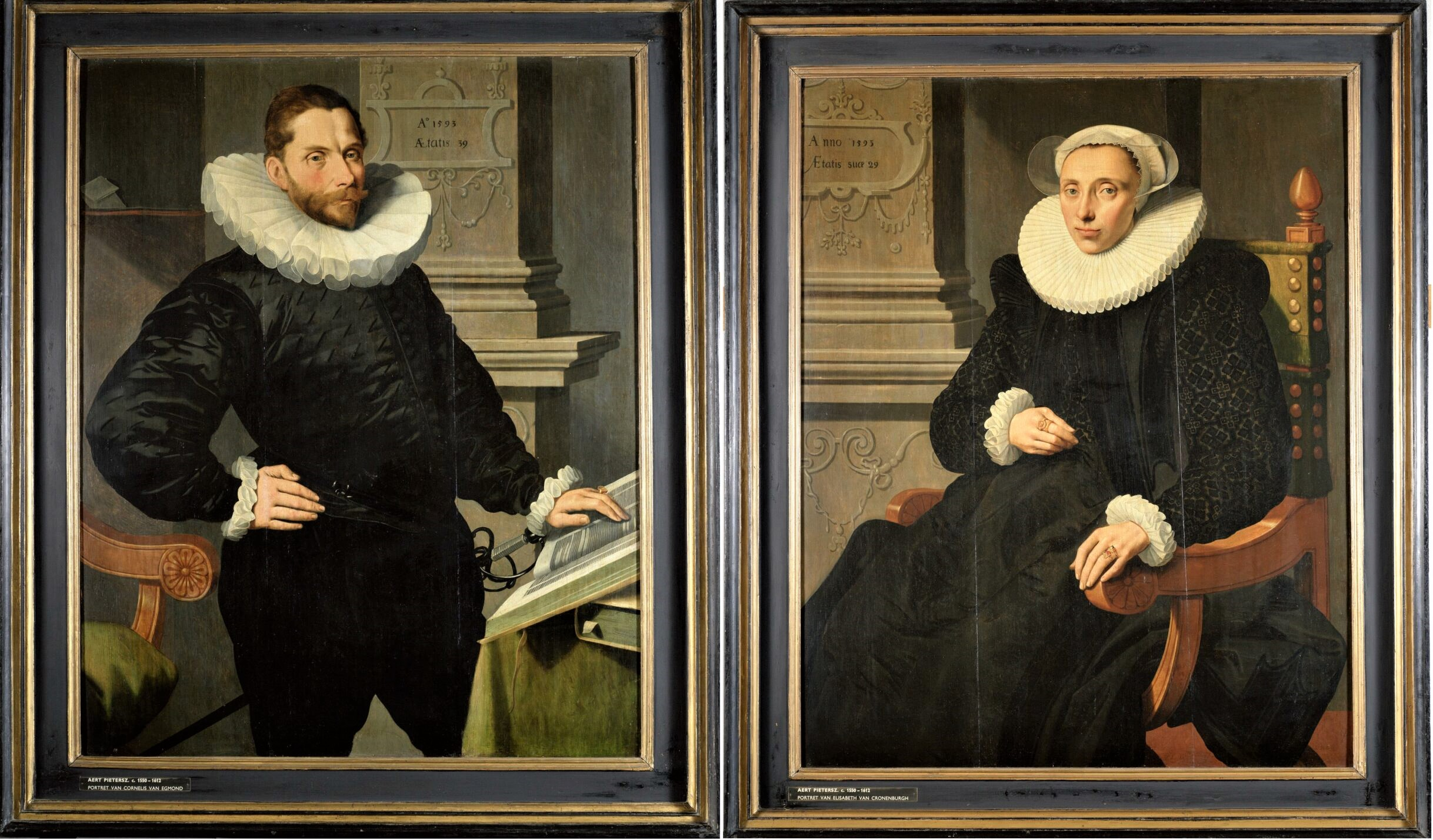
Portraits von Thomas’ Eltern Cornelis van Egmond van de Nijenburg (1553–1606) und Elisabeth van Cronenburg (1564–1631), gemalt 1593 durch Aert Pietersz (1540–1612), Stedelijk Museum Alkmaar

Thomas entstammte der Familie Van Egmond van de Nijenburg. Er wurde als Sohn des Alkmaaer Patriziers und Bürgermeisters Cornelis Jansz van Egmond van de Nijenburg (1553–1606) und dessen Ehefrau Elisabeth van Cronenburg (1564–1631) geboren. Im April 1626 ehelichte er mit Wijntje van Raephorst, Witwe des Amsterdamer Hendrik Southolm. Aus dieser Ehe entstammte der Sohn Cornelis van Egmond van de Nijenburg (* 1627).
Thomas wurde 1623 Mitglied der Vroedschap (Magistrat) von Alkmaar, und im selben Jahr wurde er auch erstmals Schepen (Schöffe). Weitere Ernennungen folgten in den Jahren 1624, 1627, 1631 und 1632. Bürgermeister wurde er in den Jahren 1635, 1636, 1639, 1640, 1642, 1644, 1646, 1651, 1652, 1665, 1667, 1668, 1673 und 1674.
Auf Landesebene war Thomas als gecommitteerde raad van Noordholland, Rad van Staate, und 1646 Abfertiger des Staten-Generaal (Generalstaaten) tätig.